# Betreuung in häuslicher Gemeinschaft
Die Betreuung in häuslicher Gemeinschaft (BihG), auch Live-In Care, umgangssprachlich „24-Stunden-Betreuung“ oder „24-Stunden-Pflege“, ist eine Mischform aus hauswirtschaftlicher und pflegerischer Versorgung, die sich in erster Linie an Senioren und pflegebedürftige Menschen richtet. Diese Form der Betreuung wird überwiegend von Frauen aus Osteuropa erbracht.
Bekannt ist dieses Modell seit den frühen 1990ern und hat inzwischen einen erheblichen Anteil an der informellen Pflege in Deutschland, in Österreich und der Schweiz.

## Entstehung
Das Modell der Betreuung in häuslicher Gemeinschaft entstand nach dem Fall des Eisernen Vorhangs zunächst vorwiegend in Regionen West- und Mitteleuropas, die direkt an die Länder des ehemaligen Ostblocks grenzen. Schon vor dem EU-Beitritt vieler mittel- und osteuropäischer Staaten 2004 bestand ein Schwarzmarkt für Betreuungskräfte als Teil einer innereuropäischen Pendel-Migrationsbewegung von Ost nach West.  
Ursachen für die Etablierung der Betreuungskräfte aus Osteuropa waren zum einen das Wohlstandsgefälle, hohe Arbeitslosigkeit in Herkunftsländern und die demographische Entwicklung der westeuropäischen Gesellschaften unter gleichzeitigem Abbau tradierter Familienstrukturen. Hinzu kam in Deutschland die Einführung der Pflegeversicherung, wodurch vielen unterstützungsbedürftigen Senioren zusätzlich finanzielle Mittel zur Verfügung standen.
Durch die zunehmende Alterung der Gesellschaften in Mittel- und Westeuropa kommt der häuslichen Pflege eine immer größere Bedeutung zu. Bislang fehlen aber Konzepte, um eine zeitintensive häusliche Pflege zu organisieren. Können sich Familien nicht selbst um die Versorgung kümmern, bleibt ihnen oft nur die Möglichkeit, ihre pflegebedürftigen Angehörigen in ein Pflegeheim zu geben. Die Betreuungskräfte aus dem Ausland schließen die Lücke und ermöglichen eine ambulante Versorgung zu Hause. 
Da die Zahl der Pflegebedürftigen konstant steigt, ist auch mit einer größeren Bedeutung von Betreuungskräften aus Osteuropa zu rechnen. Schätzungen gehen von 300.000 bis zu 600.000 osteuropäischen Betreuungskräften aus, die in der BihG in Deutschland tätig sind; dabei wird eine höhere Zahl angenommen, da diese Art der Versorgung zu einem großen Teil als illegale Schwarzarbeit geleistet wird. Mittlerweile hat sich diese Versorgungsform zu einem gewissen Grad formalisiert und ist zu einem Geschäftsfeld für private Vermittlungs- und Entsendeunternehmen geworden, welches rechtlich nicht eindeutig geregelt ist und sich damit als Grauer Markt im Bereich zwischen Schwarzmarkt und legalen Angeboten befindet.
Die Bedeutung für die deutsche Gesellschaft wurde besonders deutlich, als im Frühjahr 2020 im Zuge der COVID-19-Pandemie der Bedarf an bezahlbarer häuslicher Betreuung anstieg und zugleich wegen Reiseeinschränkungen weniger Kräfte aus Polen und der Ukraine für die Betreuung in Deutschland zur Verfügung standen.

## Allgemeines
Bei der Betreuung in häuslicher Gemeinschaft können verschiedene Betreuungsbereiche abgedeckt werden. Dabei ist eine klare Abgrenzung aufgrund der Integration in den Alltag oft nur schwer möglich.
Eine Betreuungsperson lebt bei einer Beschäftigung im Sinne von Live-In in häuslicher Gemeinschaft vorübergehend im Haushalt des Kunden bzw. in einer gestellten Unterkunft. Dadurch ist die Person nahezu dauerhaft in Rufnähe, was arbeitsrechtlich problematisch sein kann.

### Klassische Bereiche der Betreuung in häuslicher Gemeinschaft

#### Hauswirtschaft
- Kochen
- Reinigung des Haushaltes
- Säubern der Wäsche
- Pflege von Zimmerpflanzen
- Versorgung von Haustieren

#### Informelle Pflege
- Begleitung beim Toilettengang
- Unterstützung beim Waschen des Körpers
- Hilfe bei Haar- und Fußpflege
- Erinnerung an die Einnahme von Medikamenten

#### Alltagsbegleitung
- Begleitung bei Arztbesuchen
- Gemeinsame Freizeitaktivitäten
- Erledigung von Botengängen oder Besorgungen

Grundsätzlich ist bei Betreuung in häuslicher Gemeinschaft großer Spielraum für die möglichen Tätigkeiten. Dabei besteht jedoch immer wieder Gefahr gesetzliche Grenzen zu überschreiten bspw. wenn fachpflegerische Aufgaben an die Betreuungskraft delegiert werden.

### Kosten
Eine der zentralen Gründe für das Engagement osteuropäischer Betreuungskräfte sind die geringeren Gesamtkosten. Die Preise für Betreuung in häuslicher Gemeinschaft im legalen Bereich betragen im Jahr 2024 bei direkter Anstellung monatlich mindestens 2.800 Euro, beim Entsendungs-Modell durchschnittlich 2.500 bis 3.500 Euro.
Die meisten Anbieter unterscheiden bei der Preisgestaltung in erster Linie nach den Sprachkenntnissen und dem Betreuungsaufwand.

### Personal
Es gibt keine offizielle Bezeichnung für Menschen, die als Betreuer in häuslicher Gemeinschaft beschäftigt sind; u. a. wurden sie „südost- und osteurpäische Pflegerinnen“ oder auch „Haushaltshilfen“ genannt. Fachleute hingegen verwenden zunehmend die Bezeichnung Live-Ins, da damit die Besonderheit der Versorgungsform („im gleichen Haus leben“) betont wird.
Schätzungen gehen aktuell von 200.000 bis zu 700.000, vorwiegend Frauen aus Osteuropa aus, die für eine Betreuung in häuslicher Gemeinschaft in Deutschland arbeiten. Die große Spanne resultiert aus der lückenhaften Datenlage, da Experten von einem großen Teil illegaler Beschäftigungen ausgehen.
Die Mehrheit der osteuropäischen Betreuungskräfte ist über 40 und verfügt über einen guten Bildungsstand, wie eine Studie der Berufsakademie für Gesundheits- und Sozialwesen Saarland (BAGSS) ergab. Die Bezeichnung Pflegekraft ist oft jedoch nicht zutreffend, da die meisten Betreuungskräfte über keinerlei berufliche Qualifikation in der Gesundheits- und Krankenpflege  verfügen. In Deutschland und Österreich ist die Ausbildung in der professionellen Pflege gesetzlich geregelt und führt zu Berufsabschlüssen, deren jeweilige Bezeichnung gesetzlich geschützt ist.
In der Regel arbeitet eine Live-In-Betreuungsperson für mehrere Wochen beim gleichen Kunden und verbringt dann wieder Zeit im entsprechenden Heimatland.
Motivation sind oftmals die deutlich besseren Verdienstmöglichkeiten als Betreuungsperson. Da besonders in Polen das Wohlstandsniveau steigt, ist damit zu rechnen, dass diese Motivation bei gleichbleibenden Kosten für die Kunden sinken wird.

## Rechtliche Situation

### Deutschland
In Deutschland wird eine Betreuung in häuslicher Gemeinschaft nicht von der Pflegeversicherung gefördert, da die Anbieter bzw. Betreuungskräfte über keinen Versorgungsvertrag mit den Pflegeversicherungen verfügen. Allerdings können trotzdem direkte Geldleistungen der Versicherer genutzt werden, wie das Pflegegeld oder die Verhinderungspflege.
Die rechtliche Situation der Betreuung in häuslicher Gemeinschaft ist, im Gegensatz zur Lage in Österreich, bislang umstritten.
Es haben sich drei Modelle etabliert, auf deren Basis sich eine Betreuung in häuslicher Gemeinschaft legal umsetzen lässt:
- Beim Entsendeverfahren nach dem Arbeitnehmer-Entsendegesetz (AEntG) ist die Betreuungskraft von einem Unternehmen im Heimatland angestellt und wird zum Betreuungshaushalt entsandt. Dabei sind der Betreute oder dessen Angehörige Kunden des ausländischen Unternehmens.[7] Das Unternehmen kann seine Arbeitskräfte zum deutschen Auftraggeber für maximal 24 Monate entsenden. Sie müssen ihren im Heimatland bestehenden Sozialversicherungsstatus in Deutschland nachweisen. Zwischen dem ausländischen Unternehmen und dem deutschen Kunden besteht ein Vertragsverhältnis, das durch eine Agentur vermittelt wird. Das beauftragte ausländische Unternehmen ist der Betreuungsperson vor Ort weisungsbefugt, entscheidet über ihren Einsatz und übernimmt die Entlohnung. Der Auftraggeber bekommt eine Rechnung des Unternehmens.[14]

- Bei der Direktanstellung können Bürger aus EU-Mitgliedsstaaten im Rahmen der Arbeitnehmerfreizügigkeit in deutschen Haushalten wie deutsche Arbeitskräfte beschäftigt werden.[7] Die Bundesagentur für Arbeit[15] und einige Sozialträger wie die Caritas[16] bieten einen Vermittlungsservice für Haushaltshilfen aus Osteuropa.

- Selbständige Betreuungskräfte bieten ihre Dienstleistungen in Deutschland an. Einige Vermittlungsagenturen haben sich auf diesen Bereich spezialisiert. Dabei besteht das Problem, dass die Leistungen einer Betreuungskraft nur schwer mit selbstständiger Tätigkeit vereinbar sind.[17] Selbstständige dürfen nicht weisungsgebunden sein und müssen Ort, Zeit und Ausführung der Arbeit selbst bestimmen, andernfalls handelt es sich um eine Scheinselbstständigkeit.

### Österreich
In Österreich stellt sich die Lage analog zu Deutschland dar. Im Gegensatz zum Nachbarland ist in Österreich die 24-Stunden-Betreuung über das Hausbetreuungsgesetz geregelt.
Verschiedene Verbände fordern eine ähnliche formelle Anerkennung dieser Betreuungs- und Pflegeform auch in Deutschland.

## Kritik
Die arbeitsrechtlichen und moralischen Aspekte von Betreuung in häuslicher Gemeinschaft stehen teilweise in der Kritik. Hauptaugenmerk sind dabei die Arbeitsbedingungen für die vorwiegend weiblichen Betreuungskräfte. Problematisch sind vor allem die Arbeitszeiten und die unklare Trennung zwischen Freizeit und Rufbereitschaft. Die in den Verträgen festgeschriebenen Arbeitszeiten werden in der Praxis oftmals nicht eingehalten.

### Begriffsproblematik „24-Stunden-Pflege“
Die Betreuung in häuslicher Gemeinschaft wird häufig als „24-Stunden-Pflege“ bezeichnet. Diese Bezeichnung wird vielfach kritisiert, da dadurch impliziert wird, dass die Betreuung 24 Stunden täglich stattfindet, was mit deutschem Arbeitsrecht nicht vereinbar ist.
Auch aufgrund des Begriffs Pflege ist die Bezeichnung „24-Stunden-Pflege“ problematisch, da es sich bei der Betreuung in häuslicher Gemeinschaft nicht um Pflegeleistungen nach SGB XI handelt. Dennoch wird die Bezeichnung „24-Stunden-Pflege“ vor allem von Vermittlungsagenturen zu Marketingzwecken verwendet.
Der Verband für häusliche Betreuung und Pflege e. V., ursprünglich aus dem Bundesverband für häusliche Seniorenbetreuung e. V. (BHSB) hervorgegangen, verwendet stattdessen Betreuung in häuslicher Gemeinschaft.

### Urteil
Im August 2020 gelang es einer Betreuungskraft aus Bulgarien vor dem Landesarbeitsgericht Berlin ein Urteil zu erwirken, nachdem die Bereitschaftszeit in diesem Fall voll ausbezahlt werden musste. Die nächste Instanz, das Bundesarbeitsgericht in Erfurt, bestätigte im Juni 2021, dass nach Deutschland vermittelte ausländische Pflege- und Haushaltshilfen Anspruch auf Mindestlohn haben, und dies auch für Bereitschaftszeiten.

## Entwicklungen
Seit dem Aufkommen von Betreuung in häuslicher Gemeinschaft hat eine zunehmende Professionalisierung eingesetzt. Während zunächst beinahe ausschließlich über Kleinanzeigen und private Netzwerke nach Betreuungspersonal gesucht wurde, ist der Markt inzwischen von professionellen Vermittlungsagenturen gekennzeichnet.
Diese Anbieter vermitteln zwischen Kunden in Deutschland und den Entsendeunternehmen im osteuropäischen Ausland. In der Regel übernehmen die Vermittlungsagenturen während des laufenden Vertrags die Kommunikation zwischen den Parteien.
Durch den zunehmenden Wohlstand in Osteuropa und besonders im wichtigsten Entsende-Land Polen, sinkt die Verfügbarkeit von Personal. Dadurch ist langfristig mit steigenden Personalkosten zu rechnen.
Den Problemlagen hinsichtlich der rechtlichen Situation, der Versorgungsqualität und Finanzierung soll vor allem durch veränderte Rahmenbedingungen begegnet werden, die die Interessen der Arbeitskräfte und der Kunden gleichermaßen schützen sowie für eine gewisse Versorgungsqualität und Transparenz sorgen. Dafür wurden unterschiedliche Modelle entwickelt, beispielsweise durch die Non-Profit-Organisation Fair Care, durch die Kooperation Carifair zwischen der Caritas Polen und dem Caritas-Diözesanverband Paderborn sowie durch die DIN SPEC 33454.